# Park Range
Park Range je pohoří v severozápadní části Colorada, částečně zasahuje i do Wyomingu, ve Spojených státech amerických. Je součástí jižní části amerických Skalnatých hor. Pohoří se rozkládá od severu k jihu v délce okolo 170 km.
Pohoří vystupuje poměrně strmě z Koloradské plošiny (respektive Roanské plošiny) a tvoří v dané oblasti významnou klimatickou bariéru. Východně se nachází údolí řeky North Platte a za ním pohoří Medicine Bow Mountains. Nejvyšším bodem Park Range je Mount Zirkel (3 712 m).